# Love Is Blind
A Love Is Blind (magyarul: A szerelem vak) egy dal, amely Litvániát képviselte a 2012-es Eurovíziós Dalfesztiválon. A dal a 2012. március 3-án rendezett litván nemzeti döntőben vett részt, ahol az első helyen végzett. A dalt a litván Donny Montell adta elő angolul.
Az Eurovíziós Dalfesztiválon a dalt először a május 24-én rendezett második elődöntőben adták elő, a fellépési sorrendben tizennyolcadikként, a bosnyák Maya Sar Korake ti znam című dala után. Az elődöntőben 104 ponttal a 3. helyen végzett, így továbbjutott a döntőbe.
A május 26-án rendezett döntőben a fellépési sorrendben negyedikként adták elő, az albán Rona Nishliu Suus című dala után és a bosnyák Maya Sar Korake ti znam című dala előtt. A szavazás során 70 pontot kapott, mely a 14. helyet helyet jelentette a 26 fős mezőnyben. A dal egy országtól, Grúziától kapta meg a maximális 12 pontot.
A következő litván induló Andrius Pojavis Something című dala volt a 2013-as Eurovíziós Dalfesztiválon.

## Külső hivatkozások
- Dalszöveg
- YouTube videó: A Love Is Blind című dal előadása a litván nemzeti döntőben